# Prise de Pensacola de 1719

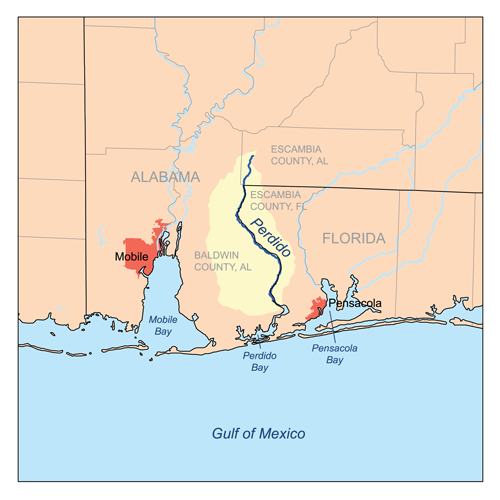
Localisation du fleuve Perdido, frontière terrestre entre la Louisiane française (Mobile) et la Floride espagnole (Pensacola).

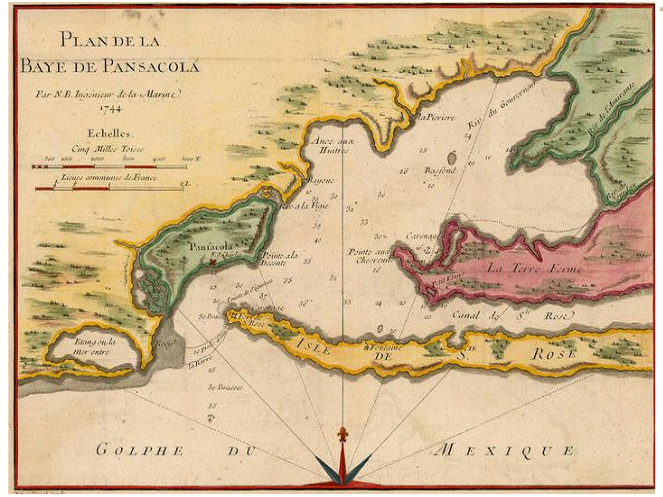
Carte de la baie de Pensacola fermée par l'île de Santa Rosa au XVIIIe siècle.

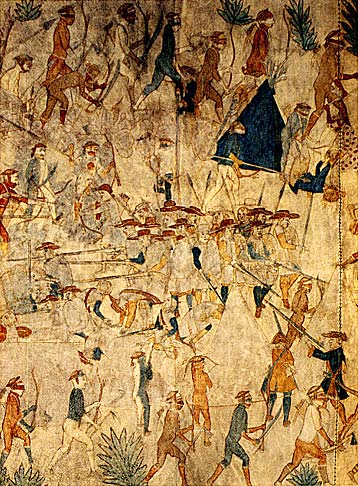
Combat entre les troupes espagnoles et les forces franco-pawnees, lors de l'Expédition Villasur, en 1720.

La prise de Pensacola de 1719 désigne le principal théâtre d'opération nord américain de la guerre de la Quadruple-Alliance, conflit qui opposa, de 1718 à 1720, l'Espagne à une coalition formée par les Provinces-Unies, l'Angleterre, l'archiduché d'Autriche et la France. En Amérique du Nord, la Guerre de la Quadruple-Alliance concerne surtout, à partir de 1719, les colonies françaises (Louisiane française), et les colonies espagnoles (Floride espagnole et Texas espagnol), qui s'affrontèrent. La principale bataille du conflit est la prise de Pensacola par les troupes françaises. Les Français resteront à Pensacola de 1719 à 1722. C'est la seconde présence française en Floride depuis la première présence au XVIe siècle lors de l'existence de la Floride française.
Pour un article plus général, voir Guerre de la Quadruple-Alliance.

## Contexte historique
La nouvelle de la déclaration de guerre de la France à l'Espagne arrive en Louisiane française le 19 avril 1719. Le gouverneur de Louisiane, Jean-Baptiste Le Moyne de Bienville, reçoit l'ordre de prendre la ville espagnole de Pensacola située en Floride à l'Est du territoire louisianais près du fleuve Perdido. Les Français montent une expédition militaire depuis le fort Louis de la Mobile avec environ 800 soldats embarqués et 400 amérindiens alliés des Français qui les suivent depuis la terre.

## Première prise de Pensacola
Le 12 mai 1719, les troupes françaises débarquent sur l'île de Santa Rosa, en face de Pensacola, et s'emparent rapidement avec l'aide de leurs alliés amérindiens du fort espagnol dont la garnison se rend sans combattre. Les Français embarquent les prisonniers espagnols à bord de deux navires, le Toulouse commandé par le capitaine Mechin et le Maréchal de Villars commandé par le capitaine Des Grieux, pour les conduire à Cuba. Cependant, peu après, devant le port de La Havane, les forces espagnoles capturent par traîtrise l'équipage français des deux navires alors que ceux-ci venait leur remettre les prisonniers espagnols. Le 8 août 1719, la Marine espagnole prend la mer avec le navire français et plusieurs brigandines en direction de Pensacola, qu'ils reprennent de nuit sans combat, une partie de la garnison française, commandée par Chateaugué, se rendant. Fortes de leur reconquête de Pensacola, les troupes espagnoles s'embarquent dès le lendemain pour attaquer le fort Louis de la Mobile. La petite garnison française du fort se défend avec l'aide des Amérindiens. Les combats durent deux jours jusqu'à l'arrivée d'importants renforts français (160 soldats) et d'Amérindiens (200 guerriers). Les forces françaises arrivent finalement à les repousser et à les faire battre en retraite vers la Floride.

## Seconde prise de Pensacola
En septembre 1719, de nouveaux renforts arrivent de France à bord de cinq navires, commandés par le commandant en chef Gilles-Charles des Nos, comte de Champmeslin. Joseph Le Moyne de Sérigny, Jean-Baptiste Le Moyne de Bienville et Gilles-Charles des Nos tiennent un conseil et décident alors de monter une deuxième expédition. Bienville prend, cette fois-ci, le commandement. Le 17 septembre 1719, les troupes françaises, composées de soldats et d'alliés amérindiens de la France, naviguent vers Pensacola. Le premier navire, commandé par un capitaine canadien, s'approche des bateaux espagnols. Aussitôt, il fait ouvrir le feu de tous ses canons sur la flotte espagnole et les fortins espagnols. Pendant ce temps, au sol, les troupes franco-canadiennes et amérindiennes lancent plusieurs assauts contre le fort de Pensacola. Au bout de deux heures de combat, la garnison espagnole se rend avec son gouverneur Matamora. Le fort de Pensacola tombe aux mains des Français. Cette attaque fait six morts côté français. Les 360 prisonniers espagnols sont conduits à bord d'un navire pour La Havane dans le but d'être échangés contre les prisonniers français de la précédente expédition qui conduisaient déjà d'autres prisonniers espagnols. La France occupera Pensacola durant trois ans sous le commandement de Drouot de Valdeterre, officier-concessionnaire qui suggère en 1722 de replier la colonie vers Biloxi. Seuls un sergent et une dizaine d'hommes resteront à Pensacola jusqu'en 1726, année durant laquelle Pensacola sera définitivement abandonné par les Français.

## Le conflit se déplace à l'Ouest
À l'ouest de la Louisiane, à la frontière du Texas colonisé par les Espagnols, les commerçants français ont commencé à nouer des alliances avec plusieurs tribus amérindiennes du sud-ouest américain, dont les Pawnees et les Comanches. Les Espagnols, faiblement implantés au Texas et au Nouveau-Mexique, perçoivent comme une menace ces alliances. En effet, les Français ont des visées sur les mines d'argent de la Nouvelle-Espagne, et pourraient s'en emparer avec l'aide de leurs alliés indiens. Les Espagnols, en guerre contre la France, cherchent alors à faire tomber la coalition anti-espagnole que les Français ont formée avec les Pawnees et les Comanches. Ils organisent plusieurs expéditions militaires visant à attaquer les Pawnees et chasser les marchands français installés dans leurs villages. Cependant, lorsque les Espagnols montent une expédition de grande envergure pour faire face à un important rassemblement de plus de 600 Français et Pawnees au nord du Nouveau-Mexique (expédition Villasur), l'offensive espagnole est un échec et ne permet pas de mettre fin à la présence des commerçants et explorateurs louisianais dans la région.

## Conséquences du conflit
La guerre de la Quadruple-Alliance se termine par une défaite de l'Espagne autant en Europe qu'en Amérique. Sur ce continent, le conflit franco-espagnol marque l'échec d'autant plus important des Espagnols que ceux-ci ont perdu provisoirement Pensacola (rendu officiellement par la France à la fin de la guerre en 1722, mais toujours occupé par une petite garnison française jusqu'en 1726), et surtout qu'ils n'ont pas réussi à éliminer la présence française dans le sud-ouest américain actuel, présence qui va s'intensifier de plus en plus à mesure des années jusqu'à ce que la France perde son empire colonial au profit de l'Espagne et de l'Angleterre au traité de Paris (1763). Cet échec de l'Espagne reflète la fragilité de ses colonies en Amérique du Nord et son incapacité de plus en plus importante à pouvoir les protéger contre une invasion étrangère massive.

## Sources et bibliographie
- D. B. Warden, Description statistique, historique et politique des États-Unis, tome I, éditions Rey et Gravier, Paris, 1820, [lire en ligne], p. 26